# هنري ميرو
هنري ميرو هو ملحن وعازف بيانو كندي، ولد في 13 نوفمبر 1879 في Tàrrega ‏ في إسبانيا، وتوفي في 19 يوليو 1950 في مونتريال في كندا.